# Bariumchloride
Bariumchloride (BaCl2) is het bariumzout van waterstofchloride. De stof komt voor als kleurloze, reukloze en hygroscopische orthorombische kristallen, die goed oplosbaar zijn in water en methanol. Dit zout komt ook voor als dihydraat; BaCl2 · 2 H2O.

## Synthese
Bariumchloride kan op verschillende manieren worden bereid:
- Door een reactie van barium en moleculair chloor:

{\displaystyle {\ce {Ba + Cl2 -> BaCl2}}}
- Door een condensatiereactie van bariumhydroxide of bariumoxide en waterstofchloride:

{\displaystyle {\ce {Ba(OH)2 + 2HCl -> BaCl2 + 2H2O}}}
{\displaystyle {\ce {BaO + 2HCl -> BaCl2 + H2O}}}

## Toepassingen
Bariumchloride is een zeer goedkoop zout en vindt daarom een groot aantal toepassingen in laboratoria. Het wordt veelal gebruikt als indicator voor sulfaationen. In de industrie wordt de stof ingezet om pekeloplossingen te zuiveren en in de aanmaak van andere bariumzouten.
Bariumchloride wordt tevens gebruikt in de pyrotechniek als kleurmiddel: het barium geeft een helder groene kleur.

## Toxicologie
De stof is irriterend voor de ogen, de huid en de luchtwegen. De stof kan, bij blootstelling, effecten hebben op het zenuwstelsel en ze zou ook hypokaliëmie kunnen veroorzaken, met als gevolg hartritmestoornissen en verlamming. Herhaaldelijke of langdurige blootstelling kan de dood veroorzaken.